# Opisthoxia formosante
Opisthoxia formosante is een vlinder uit de familie van de spanners (Geometridae). De wetenschappelijke naam van de soort is voor het eerst geldig gepubliceerd in 1776 door Pieter Cramer.